# Henry Louis Le Chatelier
Henry Louis Le Châtelier (n. 8 octombrie 1850, Paris, Franța – d. 17 septembrie 1936, Miribel-les-Échelles, Isère, Franța) a fost un chimist francez influent de la sfârșitul secolului 19 și începutul secolului 20. El este cel mai renumit pentru conceperea principiului lui Le Chatelier, folosit de către chimiști pentru a prezice efectul unei modificări în condițiile, pe un echilibru chimic. Este fiul lui Louis Le Chatelier.